# Созвездие Евриона
Кольца Омрона (англ. Omron rings) — графические метки, предназначенные для защиты банкнот от копирования на ксероксах и принтерах. Известны две таких метки, каждая из них — пять колец одинакового размера: их внешний диаметр — 1,2 мм, внутренний диаметр — 0,8 мм. То есть они выглядят как окружности диаметром около миллиметра.
Одна из меток (крестообразная) известна как созвездие Евриона, впоследствии нашли и другую — неправильный пятиугольник.
Автором этой разработки является японская корпорация Omron, которая имеет патент на систему обнаружения банкнот при сканировании и печати, использование которого подтвердил Резервный банк Индии. Поэтому Международное банкнотное общество (IBNS — International Bank Note Society) предлагает называть этот защитный элемент «кольцами Омрона» (Omron rings).
Защитными признаками являются определённые конфигурации из пяти колец Омрона, одной из которых является созвездие Евриона. Эти метки выглядят как хаотически разбросанные в каком-либо участке банкноты маленькие (около 1 мм в диаметре) окружности бледных, как правило, жёлтого, оранжевого или зелёного, цветов (рис.).
Если такая защита присутствует на банкноте, то некоторые цветные принтеры и копиры отказываются печатать изображения этих банкнот — либо просто отключаются, либо запечатывают лист чёрной плашкой или оставляют его пустым. Иногда ограничение накладывается на цвет: на некоторых моделях копиров цвет, совпадающий с гаммой американского доллара, при печати автоматически искажается.
Технические детали алгоритма такой защиты не разглашаются даже для изготовителей защищённой продукции.
Кольца Омрона были одной из мер, предпринятых CBCDG для предотвращения непрофессионального фальшивомонетничества (casual counterfeit). Это изобретение было запатентовано в Японии в 1994 г., в США патент 5,845,008 был выдан в 1998 г. Аппаратно-программный комплекс проводит анализ вводимого изображения и в случае обнаружения графических меток в виде определённой конфигурации колец Омрона блокирует воспроизведение этого изображения.

## Исследование
Анализ графических меток против копирования в 2002 г. предпринял исследователь из Кембриджского университета Маркус Кун (Markus Kuhn). Он обнаружил, что при попытке копирования «опознавательным знаком» банкноты является определённый повторяющийся шаблон из пяти небольших окружностей. Наличия только пяти таких окружностей (одного созвездия) достаточно, чтобы заблокировать работу прибора. Кун назвал этот шаблон созвездием Евриона (EURion Constellation), поскольку проводил исследование на банкнотах евро, а геометрически эта группа окружностей напомнила ему созвездие Ориона, точнее астеризм, известный как Пояс Ориона.
Большая часть колец принадлежит к какому-нибудь созвездию, которые расположены на банкноте в разных ориентациях, создавая впечатление их случайного расположения.
В Сети также приводятся некоторые результаты анализа геометрических параметров этого шаблона из колец Омрона на примере английского фунта стерлингов . Из этого анализа, в частности, следует, что для опознания банкноты эти геометрические параметры (линейные размеры, степень размытости и т. п.) должны выдерживаться очень жёстко.
Таким образом, в рамках защитного комплекса, разработанного фирмой OMRON Corporation, кольца Омрона представляют собой графические метки, по которым этот комплекс при анализе графического изображения «опознаёт» банкноту. Исследование банкнот других стран с этой защитой показало, что конфигурация из 5 окружностей, составляющих созвездие Евриона, является не единственной. Существует ещё по крайней мере одна конфигурация колец Омрона в виде неправильного пятиугольника, по которым копировальные системы опознают банкноту.

## Использование
С 1996 г. и до настоящего времени эту защиту в своих банкнотах использовали 40 стран (таблица). Этот список не является исчерпывающим, поскольку всё большее число производителей банкнот начинают использовать этот защитный признак.
| Страна                         | Валюта          | Номиналы банкнот с кольцами Омрона (год выпуска или модификации)                |
| ------------------------------ | --------------- | ------------------------------------------------------------------------------- |
| Австрия                        | +шиллинг        | 500, 1000 (1997 г.)                                                             |
| Антильские острова             | ⌂гульден        | 10, 25, 50, 100 (1998 г.)                                                       |
| Аомынь (Макао)                 | ⌂патака         | 10, 20, 50, 100 (2003 г. Банк Китая)                                            |
| Армения                        | ⌂драм           | 1000 (2001 г.), 5000 (2003 г.), 10000 (2003 г.)                                 |
| Аруба                          | ⌂флорин         | все (2003 г.)                                                                   |
| Бельгия                        | +франк          | 500 (1998 г.), 1000 (1997 г.), 10 000 (1997 г.)                                 |
| Болгария                       | ⌂лев            | все (1999 г.), 20 (2005 г.)                                                     |
| Великобритания                 | +фунт           | 5 (2002 г.), 10 (2000 г.), 20 (1999, 2007 гг.)                                  |
| Венгрия                        | +форинт         | 500 (памятная, 2006 г.), все (2008—2013 гг.), 10000, 5000, (2014 г.)            |
| Германия                       | +марка          | 50, 100, 200 (1996—2002 гг.)                                                    |
| Дания                          | +крона          | все (1997 г., 2002 г.)                                                          |
| Джибути                        | +франк          | 1000 (2005 г.)                                                                  |
| Европейский союз               | +евро           | все (2002 г.), 5, 10 (2013 г.)                                                  |
| Египет                         | ⌂фунт           | 5 (2002 г.), 10 (2003 г.), 20 (2001 г.), 50 (2001 г.), 100 (2000 г.)            |
| Западноафриканские государства | ⌂франк          | 1000 (2003 г.), 2000 (2003 г.), 5000 (2003 г.), 10 000 (2003 г.), 500 (2012 г.) |
| Индия                          | ⌂рупия          | 50 (2006 г.), 100 (2005 г.) 500 (2000 г.), 1000 (2000 г.)                       |
| Индонезия                      | ⌂рупия          | 10000, 20000, 50000, 100000 (2010–2014 гг.)                                     |
| Канада                         | +доллар         | все (2001 г.), все (полимер 2011—2013 гг.)                                      |
| КНР                            | ⌂юань           | 1 (2004 г.) 5 (2005 г.) и выше                                                  |
| Коморы                         | ⌂франк          | 500 (2006 г.) 1000, 2000 (2005 г.)                                              |
| Республика Корея               | ⌂вона           | все (2006-2007 гг.)                                                             |
| Кувейт                         | ⌂динар          | 5, 10, 20 (2014 г.)                                                             |
| Кыргызстан                     | ⌂сом            | 20 (2009 г.), 50 (2009 г.), 100 (2009 г.), 5000 (2009 г.)                       |
| Мадагаскар                     | ⌂франк          | 100, 200, 500, 1000 и (2004 г.)                                                 |
| Марокко                        | ⌂дирхам         | все (2002 г.), все (2013 г.)                                                    |
| Мексика                        | ⌂песо           | 1000 (2004 г.), 50 (2005 г.), 20 (2007 г.)                                      |
| Намибия                        | ⌂доллар         | все (2012 г.)                                                                   |
| Нидерланды                     | +гульден        | 10 (1997 г.)                                                                    |
| Норвегия                       | +крона          | все (1999 г.)                                                                   |
| ОАЭ                            | ⌂дирхам         | 500 (2011 г.)                                                                   |
| Румыния                        | +лей            | все (2005 г.)                                                                   |
| Саудовская Аравия              | ⌂риал           | все (2007 г.)                                                                   |
| Свазиленд                      | ⌂лилангени      | 100 (2010 г.), все (2011 г.)                                                    |
| Сингапур                       | ⌂доллар         | все (1999 г.)                                                                   |
| Словакия                       | +крона          | 200, 500, 1000 (1999 г.)                                                        |
| США                            | +доллар         | 5 (2008 г.), 10 (2006 г.), 20 (2003 г.), 5 (2004 г.), 100 (2009 г.)             |
| Таиланд                        | ⌂бат            | 1000, 100 (2005 г.), 50 (2011 г.), 80, 100 (2012 г.), 20 (2013 г.)              |
| Тунис                          | ⌂динар          | 10 (2005 г.)                                                                    |
| Турция                         | +лира           | все (2005 г.)                                                                   |
| Уганда                         | ⌂шиллинг        | все (2010 г.)                                                                   |
| Фарерские острова              | +крона          | все (2001 г.), все (2012 г.)                                                    |
| Франция                        | +франк          | 100 (1997 г.)                                                                   |
| Хорватия                       | +куна           | 5, 10, 20 (2001 г.), 50, 100, 200 (2002 г.)                                     |
| ЦАВЭС                          | ⌂франк КФА BEAC | все (2003 г.)                                                                   |
| Чехия                          | +крона          | 2000 (2007 г.)                                                                  |
| Чили                           | +песо           | 2000 (2010 г.), 10000 (2010 г.), 1000 (2011 г.)                                 |
| Швеция                         | +крона          | 50 (2006 г.), 100 (2001 г.), 500 (2001 г.), 1000 (2006 г.)                      |
| Южно-Африканская Республика    | ⌂ранд           | все (2005 г.), все (2013 г.)                                                    |
| Япония                         | +иена           | 2000 (серия D), все серии Е                                                     |

Примечания: + — имеется созвездие Евриона; ⌂ — имеется неправильный пятиугольник.

Источник: В. М. Маресин. Защищённая полиграфия. — М.: «Флинта»; МГУП имени Ивана Федорова, 2012. — С. 207—211. — 640 с. — 1000 экз. — ISBN 978-5-9765-1243-6.

На некоторых банкнотах созвездие Евриона используется как элемент графического дизайна. Например, на долларах США серии 2004 года достоинством 20 и 50 долларов к «звёздам» созвездий добавляются соответствующие цифры для обозначения достоинства купюр. На банкноте в 5 долларов США этот номинал будет обозначаться как 05.
На купюре в 20 фунтов стерлингов образца 1999 года, посвящённой композитору Э. Элгару, эти звёзды играют роль нотных знаков на лицевой стороне банкноты.
Появилась даже «еврионизация» (eurionize) — программа, которая вставляет в документ в формате PostScript созвездие Евриона. Эта программа написана на языке Perl и должна работать под операционными системами, которые поддерживают Perl. С её помощью «созвездие Евриона» можно встроить в любой защищённый продукт (впрочем, и незащищённый тоже) и, следовательно, любой такой документ будет опознаваться соответствующими устройствами как банкнота и возможные попытки его копирования будут блокироваться. Следует только иметь в виду, что для чёрно-белых копировальных устройств эта защита не работает.